# NGC 7311
NGC 7311 ist eine Spiralgalaxie vom Hubble-Typ Sab Sternbild Pegasus am Nordsternhimmel. Sie ist schätzungsweise 209 Millionen Lichtjahre von der Milchstraße entfernt.
Das Objekt wurde am 30. August 1785 von William Herschel entdeckt.